# Buigny-lès-Gamaches
Buigny-lès-Gamaches (picardisch: Boégny-lès-Gamache) ist eine nordfranzösische Gemeinde mit 392 Einwohnern (Stand 1. Januar 2022) im Département Somme in der Region Hauts-de-France. Die Gemeinde liegt im Arrondissement Abbeville und ist Teil des Kantons Gamaches.

## Geographie
Die Gemeinde liegt im Vimeu rund fünf Kilometer nördlich von Gamaches. Durch den Südteil der Gemeinde verläuft ein Abschnitt des Systems der Chaussée Brunehaut.

## Geschichte
An den heutigen Gehöften Ferme du Petit Selve und Ferme du Grand Selve bestand eine 1137 genannte Templerniederlassung, von der Überreste noch vorhanden sind.

## Einwohner
| 1962 | 1968 | 1975 | 1982 | 1990 | 1999 | 2006 | 2011 |
| ---- | ---- | ---- | ---- | ---- | ---- | ---- | ---- |
| 462  | 461  | 471  | 428  | 440  | 403  | 405  | 390  |

## Verwaltung
Bürgermeister (maire) ist seit 2014 Jérémy Moreau.

## Sehenswürdigkeiten
- Kirche Sainte-Marie-Madeleine[1]
- Kapelle (Oratorium) Notre-Dame des Fermes